# برستون لوف
برستون لوف (بالإنجليزية: Preston Love)‏ هو عازف ساكسفون وكاتب أغاني أمريكي، ولد في 26 أبريل 1921 في أوماها في الولايات المتحدة، وتوفي بنفس المكان في 12 فبراير 2004.

## وصلات خارجية
- برستون لوف على موقع ميوزك برينز (الإنجليزية)
- برستون لوف على موقع أول ميوزيك (الإنجليزية)
- برستون لوف على موقع ديسكوغز (الإنجليزية)